# Campdevànol
Campdevànol è un comune spagnolo di 3 378 abitanti situato nella comunità autonoma della Catalogna.